# Kanijaure
Kanijaure är en sjö i Gällivare kommun i Lappland och ingår i Kalixälvens huvudavrinningsområde. Sjön har en area på 0,777 kvadratkilometer och ligger 454,5 meter över havet. Kanijaure ligger i Kaitum fjällurskog Natura 2000-område. Sjön avvattnas av vattendraget Kanijåkka.

## Delavrinningsområde
Kanijaure ingår i det delavrinningsområde (750612-170342) som SMHI kallar för Utloppet av Kanijaure. Medelhöjden är 512 meter över havet och ytan är 34,03 kvadratkilometer. Det finns inga avrinningsområden uppströms utan avrinningsområdet är högsta punkten. Kanijåkka som avvattnar avrinningsområdet har biflödesordning 4, vilket innebär att vattnet flödar genom totalt 4 vattendrag innan det når havet efter 352 kilometer. Avrinningsområdet består mestadels av skog (61 procent) och sankmarker (30 procent). Avrinningsområdet har 1,65 kvadratkilometer vattenytor vilket ger det en sjöprocent på 4,8 procent.